# Coulby Gunther
Coulby D. Gunther (New York, 5 febbraio 1923 – Delray Beach, 14 luglio 2005) è stato un cestista e allenatore di pallacanestro statunitense, professionista nella BAA e nella ABL.